# Sebastian Bach
Sebastian Bach, egentligen Sebastian Philip Bierk, född 3 april 1968 i Freeport, Bahamas, är en kanadensisk sångare, låtskrivare och skådespelare, mest känd som frontman i heavy metal-gruppen Skid Row, under första hälften av 1990-talet. Han hade också en liten roll i filmen Point Doom, han har också varit framgångsrik som skådespelare i musikaler på Broadway.

## Biografi

### De tidiga åren & Skid Row
Sebastian Bierk (namnet härstammar från hans norska rötter) föddes 3 april 1968 i Bahamas men flyttade sedan med familjen till Peterborough i Ontario, Kanada där han växte upp. Där sjöng han i några kortlivade band, bl.a. Herrenvolk, Madam X, V05 och Kid Wikkid. 1987 blev han kontaktad av bandet Skid Row, som behövde en sångare. De upptäckte Sebastian Bach under ett uppträdande på ett bröllop.
Skid Row spelade in två mycket framgångsrika album (Skid Row 1989 och Slave to the Grind 1991). Sebastian, som nu tagit artistnamnet Bach, blev snabbt en idol, inte minst bland kvinnliga fans. Gruppens andra album, Slave to the Grind, blev den första heavy metal-skivan att nå förstaplatsen på Billboard-listan. Men i och med den alternativa rockens och grungens intrång blev heavy metal impopulärt och Skid Rows två följande skivor floppade, med följd att Bach lämnade bandet.

### Solo
1996 grundade Bach bandet The Last Hard Men tillsammans med Kelley Deal (The Breeders), Jimmy Flemion, (The Frogs) och Jimmy Chamberlin, (The Smashing Pumpkins). 
Ett år senare kom också Bachs första soloskiva, Bring ’Em Bach Alive. Efter år 2000 har Bach koncentrerat sig på arbetet på Broadway och har gjort succé bland annat i rollen som Dr. Jekyll/Mr. Hyde, som Riff Raff i kultklassikern The Rocky Horror Show och som Jesus i Jesus Christ Superstar. Han har också en uppskattad kolumn i tidningen Burrn. Dessutom har han en roll i den uppskattade TV-serien Gilmore Girls, fungerar som uppläsare i The Learning Channels serie The New Side Show samt har skapat och spelat i serien Forever Wild. 
Bach startade gruppen Sebastian Bach & The Bach Tight 5 vilket blev ett kortvarigt projekt och var också med i Damnocracy (Ted Nugent, Sebastian Bach, Scott Ian, Jason Bonham, Evan Seinfeld, som var en supergrupp bildad för VH1:s TV-show Supergroup år 2006. 
Bachs soloband fungerade som uppvärmare för Guns N’ Roses i Europa 2006.
Den 28 november 2007 släppte Bach sitt andra soloalbum Angel Down. Där samarbetade han med Guns N' Roses grundare och frontman Axl Rose som sjöng bakgrundssång i tre av låtarna. 
Han sjöng bakgrundssång på låten Sorry på Guns N' Roses skiva Chinese Democracy som släpptes i november 2008.

## Band som Bach varit involverad i
- Herrenvolk
- Madam X
- V05
- Kid Wikkid
- Skid Row
- The Last Hard Men
- Sebastian Bach & The Tight Bach 5
- Damnocracy
- Dada Life

## Diskografi
- 1989 – Skid Row (Skid Row)
- 1991 – Slave to the Grind (Skid Row)
- 1995 – Subhuman Race (Skid Row)
- 1998 – The Last Hard Men (The Last Hard Men)
- 1999 – Bring 'Em Bach Alive! (solo)
- 2007 – Angel Down (solo)
- 2011 – Kicking & Screaming (solo)